# Gammarus goedmakersae
Gammarus goedmakersae is een vlokreeftensoort uit de familie van de Gammaridae. De wetenschappelijke naam van de soort is voor het eerst geldig gepubliceerd in 1977 door G.S. Karaman & Pinkster. Zij vernoemde de soort naar hun zeer gewaardeerde collega en vriend Annemarie Goedmakers, die zelf ook onderzoek deed aan gammariden.
Mannelijke exemplaren van deze bruin tot groenachtig gekleurde soort kunnen 14 mm groot worden.  Zij komen voor in twee van elkaar gescheiden gebieden in aziatisch Turkije en Griekenland. Het habitat wordt hier gevormd door helder, snel stromend water met een stenig substraat.